# Louis Bendixen
Louis Bendixen (né le 23 juin 1995 à Copenhague) est un coureur cycliste danois.

## Biographie
Pour la saison 2016, Louis Bendixen rejoint l'équipe continentale danoise ColoQuick-Cult, pour laquelle il court pendant deux ans. Pendant cette période, il n'obtient aucun succès notable. Lors de la saison 2018, il signe chez la Team Coop, une équipe norvégienne. Après avoir terminé deux fois deuxième en 2019 et raté de peu sa première victoire, il décroche son premier succès sur l'UCI Europe Tour en 2021 lors de la course polonaise d'un jour Puchar Ministra Obrony Narodowej. Lors de la saison 2022, il domine le Tour international de Rhodes, où il remporte deux étapes, ainsi que le classement général et termine dans le top 4 des quatre étapes.
Pour la saison 2023, il rejoint l'équipe cycliste professionnelle de deuxième division Uno-X Pro. Il court principalement comme équipe et obtient aucun résultat notable. Son meilleur classement au cours des deux années passées dans l'équipe est une cinquième place sur une étape du Tour d'Oman 2023.
Après son départ de l'équipe Uno-X annoncé en novembre 2024, il annonce sa retraite de coureur en janvier 2025 à l'âge de 29 ans.

## Palmarès sur route

### Par année
- 2016
  - 2e du championnat du Danemark du contre-la-montre par équipes
- 2021
  - 1re étape du Tour te Fjells
  - Puchar Ministra Obrony Narodowej
- 2022
  - Tour international de Rhodes : 
    - Classement général
    - 1re et 2e étapes

### Classements mondiaux
| Année                                 | 2017  | 2018  | 2019  | 2020  | 2021 | 2022 | 2023  | 2024  |
| ------------------------------------- | ----- | ----- | ----- | ----- | ---- | ---- | ----- | ----- |
| Classement mondial                    | 2465e | 2095e | 1254e | 1181e | 954e | 610e | 1533e | 2549e |
| UCI Europe Tour                       | 1611e | 1397e | 868e  | 914e  | 716e | 472e | nc    | nc    |
|                                       |       |       |       |       |      |      |       |       |
| Légende : nc = non classéSource : UCI |       |       |       |       |      |      |       |       |

## Palmarès en cyclo-cross
- 2012-2013
  - 2e du championnat du Danemark de cyclo-cross juniors
- 2016-2017
  - 3e du championnat du Danemark de cyclo-cross espoirs

## Palmarès en VTT
- 2012
  - 2e du championnat du Danemark de cross-country juniors
- 2013
  -  Champion du Danemark de cross-country juniors